# Helge von Koch

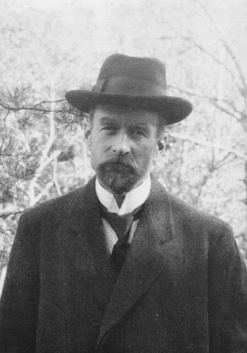
Helge von Koch

Nils Fabian Helge von Koch (Aussprache [ˌhɛlːgə fɔnˈkɔkː], * 25. Januar 1870 in Stockholm; † 11. März 1924 in Danderyd) war ein schwedischer Mathematiker. Er konstruierte die nach ihm benannte Koch-Kurve, eines der ersten Fraktale, als Beispiel für eine unendlich lange, an keiner Stelle differenzierbare Kurve.

## Leben
Helge von Koch war Sohn des schwedischen Offiziers und Schriftstellers Richert Vogt von Koch und dessen Ehefrau Agathe Henriette Wrede. Nach der Schule studierte er an der Universität Stockholm, die damals noch Högskola (Hochschule) hieß, bei Gösta Mittag-Leffler Mathematik. 1891 veröffentlichte er eine Arbeit über die Lösung von Differentialgleichungen, die zum Teil auf Vorarbeiten von Henri Poincaré beruhte. Ein Jahr später wurde er mit einer Arbeit, die seine und Poincarés Erkenntnisse umfasste, promoviert. Von 1893 an war von Koch in verschiedenen Stellungen als Assistenzprofessor tätig. 1905 nahm er eine Professur an der Königlichen Technischen Hochschule in Stockholm an und 1911 folgte er seinem ehemaligen Mentor Mittag-Leffler auf dessen Lehrstuhl als Professor für Mathematik an der Universität Stockholm. Er veröffentlichte unter anderem Arbeiten über Zahlentheorie und über Primzahlen. Helge von Koch starb am 11. März 1924.
Mit seinen Arbeiten zur Theorie der unendlichen Matrizen und unendlichen Systemen von Differentialgleichungen zu Beginn des 20. Jahrhunderts war er einer der Mitbegründer der Funktionalanalysis. Zu Unrecht glauben einige Mathematiker, dass von Koch zwar ein solider Mathematiker gewesen sei, aber nichts wirklich Neues oder Bahnbrechendes in seinem Fach geleistet habe. Mit der von Werner Heisenberg 1925 vorgestellten Formulierung der Quantenmechanik als Matrizenmechanik war der von Kochsche Ansatz der unendlichen Matrizen als Darstellung unbeschränkter selbstadjungierter linearer Operatoren ein mögliches mathematisches Fundament einer neuen physikalischen Theorie. Letztendlich schlug die Quantenmechanik und auch die Funktionalanalysis einen darstellungsunabhängigen Weg ein und die Theorie der unendlichen Matrizen geriet als unhandlicher Formalismus mehr und mehr in Vergessenheit. Somit verdankt Helge von Koch seinen heutigen Bekanntheitsgrad ausschließlich den nach ihm benannten Fraktalen, der Koch-Kurve, der daraus abgeleiteten Koch-Schneeflocke und der Koch-Insel.